# William W. Tait
William Walker Tait (* 22. Januar 1929 in Freeport (New York); † 15. März 2024 in Naperville) war ein US-amerikanischer Philosoph und mathematischer Logiker.

## Leben
William Tait studierte an der Lehigh University mit Bachelor-Abschluss 1952 und wurde 1959 an der Yale University bei Frederic Fitch promoviert (The theory of partial recursive operators). Als Student war er, wie gleichzeitig Leon Henkin, als Fulbright-Stipendiat in Amsterdam, unter anderem bei Arend Heyting, und besuchte 1957 die Sommer-Schule in Logik an der Cornell University, wo unter anderem Alfred Tarski lehrte. Er war danach bis 1964 Assistant Professor an der Stanford University (wo er mit Georg Kreisel und Solomon Feferman ein Logikseminar hatte, mit Kontakten nach Berkeley unter anderem zu Tarski), wobei er 1961/62 am Institute for Advanced Study bei Kurt Gödel war, und anschließend an der University of Illinois at Chicago und 1971/72 Professor an der Universität Aarhus. Ab 1972 war er Professor an der University of Chicago, an der er 1981 bis 1987 der Philosophie-Fakultät vorstand.
Er befasste sich zunächst mit Mathematischer Logik und später hauptsächlich mit Philosophie der Mathematik und deren Geschichte (Georg Cantor, Gottlob Frege, Kurt Gödel, Gerhard Gentzen).
In der Beweistheorie zeigte er 1966, dass für die Prädikatenlogik 2. Stufe die Vermutung von Gaisi Takeuti zutrifft (Geltung der Schnittregel, siehe Gentzenscher Hauptsatz). Dabei benutzte er eine semantische Methode von Kurt Schütte.
2002 wurde er Mitglied der American Academy of Arts and Sciences. Er wurde für das Jahr 2016 als Tarski Lecturer ausgewählt.

## Schriften
- Herausgeber: Early Analytic Philosophy: Frege, Russell, Wittgenstein (in honor of Leonard Linsky), Lasalle: Open Court 1996
  - darin von Tait: Frege versus Cantor and Dedekind: on the concept of number
- The Provenance of Pure Reason: Essays in the Philosophy of Mathematics and Its History, Oxford: Oxford University Press 2005
- Five Questions, in: V.F. Hendricks, H Leitgeb (Hrsg.), Philosophy of Mathematics, Five Questions, Automatic Press 2008 (mit biographischen Angaben)
- A nonconstructive proof of Gentzen's Hauptsatz for second order predicate logic, Bulletin of the American Mathematical Society, Band 72, 1966, S. 980–983.
- Intensional interpretation of functionals of finite type I, Journal of Symbolic Logic, Band 32, 1967, S. 198–212.